# 萧子良
蕭子良（460年—494年5月4日），字雲英，齊武帝蕭賾的次子，封竟陵王，官至司徒。有《竟陵王集》。

## 生平
通經學、史學、黃老，尤喜佛典，與兄长文惠太子並精佛法。齊永明年間，有文士集合於竟陵王左右，其中最著名有蕭衍、沈約、謝朓、王融、蕭琛、范雲、任昉、陸倕等八人，文學史上稱“竟陵八友”。任司徒時，移居雞籠山邸，常在邸園內操辦各類齋戒，大集朝臣眾僧。一生奉戒極嚴，自名為「淨住子」。何胤的學生鍾岏進議曰「食蚶蠣不為食肉」，遭到子良的怒斥。范縝不信佛，子良也以為不滿。為政體恤百姓疾苦，遇有災荒，則上奏朝廷寬減役稅、開倉賑濟，深受百姓擁護。湯用彤讚嘆說：「竟陵王者，乃一誠懇之宗教徒也。」
齐武帝将崩时，时任中书郎的王融意图立萧子良为帝，取代其兄子皇太孙萧昭业，被武帝堂弟西昌侯萧鸾挫败，萧子良未能登基，後死，諡文宣。
子良亡後，袁彖謂陸慧曉曰「齊氏微弱已數年矣，爪牙柱石之臣都盡，所餘惟風流名士耳，若不立長君，無以鎮四海。王融欲立子良，實安社稷，恨其不能斷事，以至被殺。今蒼生方塗炭，正當瀝耳聽之。」

## 屬官

### 府佐
征虜府（480年－482年）
- 徐孝嗣，征虜長史[2]

鎮北府（482年－483年）
- 周山圖，竟陵王鎮北司馬[3]
- 王志，竟陵王鎮北功曹史[4]
- 蔡約，竟陵王鎮北諮議參軍，領記室參軍[5]
- 蕭坦之，竟陵王鎮北參軍[6]

征北府（483年－484年）
- 劉悛，竟陵王征北長史[7]
- 褚炫，竟陵王征北長史[8]
- 謝超宗，竟陵王征北諮議參軍，領記室參軍[9]
- 張融，竟陵王征北諮議參軍，領記室參軍[10]
- 蔡約，竟陵王征北諮議參軍，領記室參軍[5]
- 劉瓛，竟陵王征北記室參軍[11]
- 王思遠，竟陵王征北記室參軍[12]
- 蕭坦之，竟陵王征北參軍[6]
- 江祏，竟陵王征北參軍[6]

司徒府（484年－494年）
- 謝朏，竟陵王司徒左長史[5]
- 張融，竟陵王司徒右長史[10]
- 江效，竟陵王司徒司馬[12]
- 蔡約，竟陵王司徒從事中郎、右長史[5]
- 王瞻，竟陵王司徒從事中郎[4]
- 王思遠，竟陵王司徒錄事參軍[12]
- 任昉，竟陵王司徒記室參軍[13]
- 范岫，竟陵王司徒記室參軍[14]
- 茹法亮，竟陵王司徒中兵參軍[15]
- 蕭穎冑，竟陵王司徒外兵參軍[16]
- 陸杲，竟陵王司徒外兵參軍[14]
- 劉瓛，竟陵王司徒記室參軍[11]
- 王智深，竟陵王司徒參軍[17]
- 傅昭，竟陵王司徒參軍[14]
- 王融，竟陵王司徒板法曹行參軍[18]
- 沈瑀，竟陵王司徒行參軍[19]

太傅府（493年－494年）
- 王峻，竟陵王太傅主簿[4]

### 國官
竟陵王國（482年－494年）
- 王延之，竟陵王師[8]
- 謝顥，竟陵王友[12]
- 何昌宇，竟陵王文學[12]

## 家庭

### 妻
- 袁氏，竟陵王妃

### 子
- 萧昭胄，襲封竟陵王，後改封巴陵王。
- 萧昭颖，封永新侯。

## 延伸阅读
[在维基数据编辑]
 《南齊書·卷40》，出自萧子显《南齊書》
 《齊竟陵文宣王行狀》